# Önundarfjörður
L'Önundarfjörður est un fjord d'environ 20 km de longueur et 4 km de large à son embouchure situé entre le Dýrafjörður et le Súgandafjörður, au nord des Vestfirðir. Le fjord s'achève dans le détroit de Danemark, la partie la plus septentrionale de l'océan Atlantique.
Le village de Flateyri se trouve au milieu de la côte nord et est relié à la route 60, la Vestfjarðarvegur, qui coupe le fjord à l'est.
Une station baleinière fut construite avec une usine de traitement à Hóll vers 1900 mais son activité fut brève. Il n'en reste qu'une cheminée.
Selon le Landnámabók, le premier colon à s'y installer fut Önundur Víkingsson, frère de Thor Víkingsson, qui habitait à Alviðra.